# Glamour Girls
Glamour Girls es una película en dos partes sobre mujeres solteras independientes que emprenden sus propios caminos dentro de la sociedad tradicionalmente patriarcal de Nigeria. Tras su estreno obtuvo gran aceptación entre el público nigeriano. Está protagonizada por Liz Benson, Ngozi Ezeonu, Eucharia Anunobi, Pat Attah, Ernest Obi y Zack Orji.

## Sinopsis

### Parte I
Frustrada con sus limitados logros e incapacidad para mantener un relación estable y con dinero limitado, la acompañante Sandra (Jennifer Okere) se muda a Lagos cuando su amiga Doris ( Gloria Anozie) le ofrece ayuda para encontrar el equilibrio como una 'chica de alto nivel'. Con la ayuda de Doris y su amiga Thelma (Ngozi Ikpelue), Sandra conoce al rico jefe Esiri (Peter Bunor), quien instantáneamente le propone matrimonio y le ofrece un trabajo en su banco, pero su nuevo estatus se ve amenazado cuando Dennis (Pat Attah), un buscador de empleo con dificultades, varios años menor que Sandra, muestra interés en ella, quien inicialmente se debate entre los dos hombres, pero finalmente elige a Dennis, para disgusto del despreciado Jefe Esiri que jura arruinar a Sandra.

### Parte II
La segunda parte se centra principalmente en la prostitución. Doris trafica con chicas jóvenes a Italia para que trabajen en el comercio sexual.

## Recepción
Al comentar sobre la película, Jonathan Hayne opina que: “... Las ingeniosas estrategias formales [de Nnebue] permiten examinar un extenso espacio social. "Glamour Girls" son mujeres profesionales que viven fuera del control patriarcal, figuras escandalosas en la imaginación social nigeriana, asociadas con la prostitución y peligro".

## Producción
Fue producida y escrita por Kenneth Nnebue, y dirigida por Chika Onukwufor.

## Derechos
El 12 de diciembre de 2019, se anunció que el cineasta Charles Okpaleke había adquirido los derechos de autor de la película para un remake moderno bajo su compañía de producción, Play Network Africa.